# Кондаков, Денис Александрович
Дени́с Алекса́ндрович Кондако́в (29 июня 1978, Курск, СССР) — российский футболист, защитник. На протяжении всей карьеры выступал за курский «Авангард».

## Карьера
Воспитанник ДЮСШ-3 города Курска. Первым тренером был Валерий Шевляков. Денис всю свою карьеру играл за единственный клуб — курский «Авангард». В команду попал в 1995 году, и вначале играл за молодёжный и дублирующий составы, а начиная с сезона 1997 года регулярно выступал за основную команду. С 2005 по 2007 год, а также в 2010 году вместе с клубом выступал в Первом дивизионе, где провёл 106 игр. 6 июня 2012 года на встрече команды с болельщиками объявил о завершении карьеры. Всего за «Авангард» сыграл в 419 матчах в различных турнирах и забил 3 мяча.
С 2012 года на тренерской работе в футбольной Академии «Авангард». С января 2022 года — главный тренер футбольной команды «Авангард-М». Летом 2023 года вошёл в тренерский штаб основной команды.

## Достижения
- Победитель зоны «Центр» Второго дивизиона: 2009

## Результаты по сезонам
| Сезон   | Команда                   | Кол-во игр | Кол-во голов |
| ------- | ------------------------- | ---------- | ------------ |
| 1997    | Авангард (Курск) (2 див.) | 33         | 0            |
| 1998    | Авангард (Курск) (2 див.) | 36         | 1            |
| 1999    | Авангард (Курск) (2 див.) | 29         | 0            |
| 2000    | Авангард (Курск) (2 див.) | 32         | 1            |
| 2001    | Авангард (Курск) (2 див.) | 38         | 0            |
| 2002    | Авангард (Курск) (2 див.) | 39         | 1            |
| 2003    | Авангард (Курск) (2 див.) | 32         | 0            |
| 2004    | Авангард (Курск) (2 див.) | 32         | 0            |
| 2005    | Авангард (Курск) (1 див.) | 40         | 0            |
| 2006    | Авангард (Курск) (1 див.) | 25         | 0            |
| 2007    | Авангард (Курск) (1 див.) | 10         | 0            |
| 2008    | Авангард (Курск) (2 див.) | 22         | 0            |
| 2009    | Авангард (Курск) (2 див.) | 32         | 0            |
| 2010    | Авангард (Курск) (1 див.) | 31         | 0            |
| 2011/12 | Авангард (Курск) (2 див.) | 1          | 0            |